# Вибори в Бельгії
Вибори в Бельгії проводяться лише до законодавчих органів, а не до виконавчих. Прямі вибори відбуваються до Європейського парламенту, Палати представників, парламентів регіонів, парламентів громад, провінційних рад, муніципальних рад і рад районів Антверпена. Голосування є обов'язковим, і на всіх виборах використовується пропорційне представництво, яке, як правило, вимагає коаліційних урядів.
Методи виборів, виборні органи та система політичних партій різко змінилися з часу заснування Бельгії в 1830 році. Спочатку існували лише муніципальні, провінційні та національні вибори, і лише небагато людей могли голосувати на національному рівні. Згодом виборчі права були розширені та зрештою стали обов’язковими. У другій половині 20-го століття політичні партії розкололися за мовним принципом і кількість партій зросла. У 1979 році Європейський парламент став наднаціональним органом, що обирається прямими виборами, і в результаті федералізації країни громади та регіони Бельгії також отримали власні законодавчі органи, які обираються прямим шляхом з 1993 року.

## Організація виборів
Федеральний уряд несе відповідальність за організацію всіх немісцевих виборів, як-от виборів до місцевих і регіональних парламентів, федерального парламенту та Європейського парламенту в Бельгії. Це доручено Управлінню з виборів Федеральної державної служби внутрішніх справ.

## Метод виборів

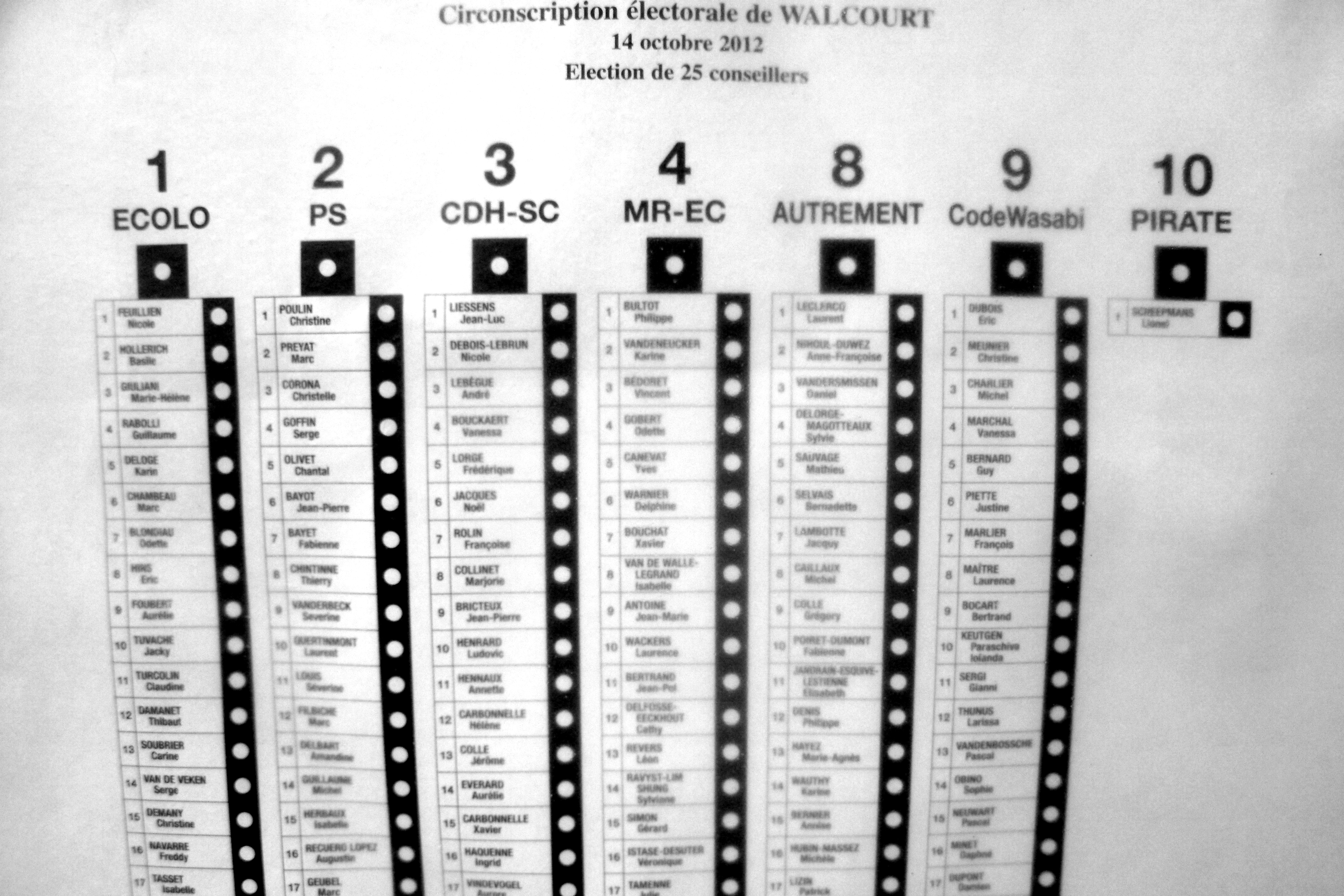
Бюлетень для місцевих виборів у 2012 році у Волкорті.

У Бельгії багатопартійна система з численними політичними партіями, у яких жодна партія часто не має шансу отримати владу самостійно, і партії повинні працювати одна з одною, щоб сформувати коаліційні уряди.

## Виборці
Виборцями є громадяни Бельгії віком від 18 років, які проживають у Бельгії. Вони автоматично реєструються у виборчих списках після досягнення 18 років і підлягають обов'язковому голосуванню.

## Рівні виборів

### Європейські вибори
Бельгійські виборці обирають 21 члена Європейського парламенту. Ця кількість поступово зменшувалася після приєднання нових країн-членів до Європейського Союзу, останньою з яких стала Хорватія у 2013 році. Прямі вибори відбуваються з 1979 року.
Є три виборчі округи, організовані лінгвістичною спільнотою:
| Виборчий округ                   | 1979 і 1984 і 1989 роки | 1994 і 1999 роки | 2004 рік | 2009 рік | 2014 рік |
| -------------------------------- | ----------------------- | ---------------- | -------- | -------- | -------- |
| Голландськомовна виборча колегія | 13 / 24                 | 14 / 25          | 14 / 24  | 13 / 22  | 12 / 21  |
| Франкомовна виборча колегія      | 11 / 24                 | 10 / 25          | 9 / 24   | 8 / 22   | 8 / 21   |
| Німецькомовна виборча колегія    |                         | 1 / 25           | 1 / 24   | 1 / 22   | 1 / 21   |

### Федеральні вибори
Бельгія обирає свій двопалатний федеральний законодавчий орган, Федеральний парламент (Federaal Parlement/Parlement fédéral/Föderales Parlament ).
- Палата представників ( Kamer van Volksvertegenwoordigers/Chambre des Représentants/Abgeordnetenkammer ) складається з 150 членів, кожен з яких обирається на п’ятирічний термін за пропорційним представництвом . До державної реформи 1993 року вона налічувала 212 осіб.
- Сенат ( Senaat/Sénat/Senat ) складається з 60 членів, з яких 50 призначаються громадою та регіональними парламентами, а 10 є кооптованими (тобто призначаються іншими сенаторами). До 2014 року (через шосту бельгійську державну реформу ) Сенат мав 71 члена, з яких 40 обиралися прямим шляхом.

Вибори до Федерального парламенту зазвичай проводяться кожні п'ять років, одночасно з європейськими (а отже, і регіональними) виборами. Можливі дострокові вибори, після яких законодавча влада триватиме до наступних виборів у Європарламент. До шостої бельгійської державної реформи термін становив чотири роки без жодного зв’язку з іншими виборами.

### Регіональні вибори
Після державної реформи 1993 року парламенти суб’єктів федерації ( громад і регіонів ) обираються прямими виборами, які завжди збігаються з виборами до Європейського парламенту (тобто з фіксованим п’ятирічним терміном ). Раніше ці парламенти складалися з федеральних представників, обраних у відповідному регіоні.

### Місцеві вибори

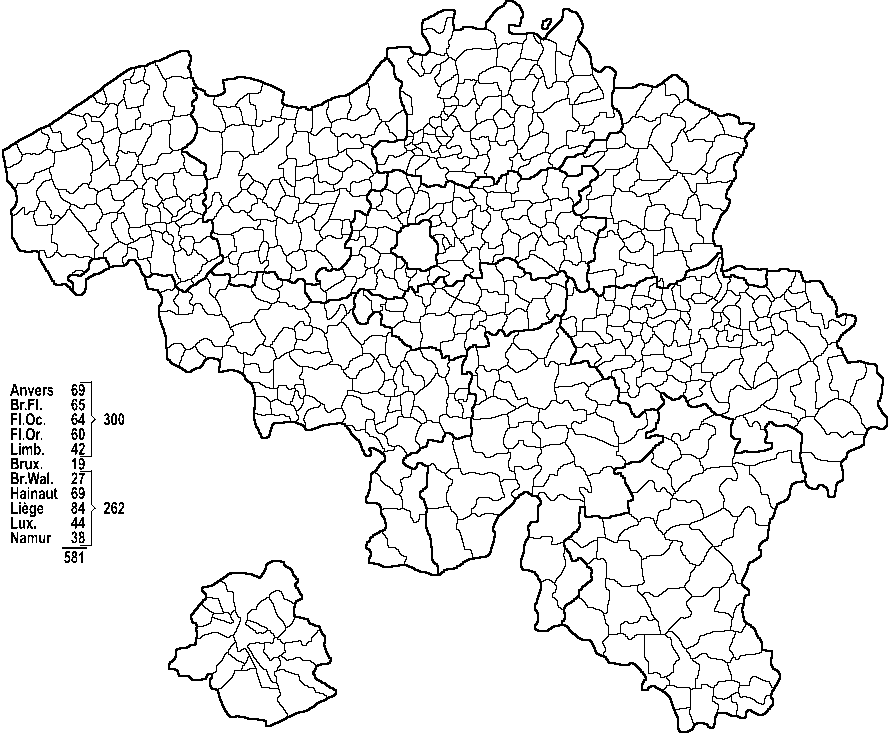
10 провінцій і 589 муніципалітетів

Починаючи з місцевих виборів 2006 року, ці вибори організовуються трьома регіонами (Фландрією, Брюсселем і Валлонією). Ці вибори все ще збігаються, законодавчі органи тривають 6 років. Останніми місцевими виборами були вибори у жовтні 2018 року.

## Підрахунок голосів і розподіл мандатів
Метою виборів у Бельгії є обрання членів або законодавчої ради, від Палати представників Федерального парламенту до місцевої муніципальної ради. Бельгійська система не обирає членів виконавчої чи судової гілки влади. Підрахунок голосів є дуже серйозною справою, щоб запобігти фальсифікаціям виборців (які були скоєні на початку бельгійської демократії). Метою підрахунку голосів у бельгійській пропорційній системі є надання певної кількості місць кандидатам від різних партій. Запроваджено 2 системи розрахунку розподілу, на відміну від усіх інших рівнів, місця в муніципальних радах розподіляються за методом Імперіалі, тоді як на всіх надмісцевих виборах, де юрисдикція законодавчої ради охоплює більше одного виборчого округу (наприклад, провінційні, регіональні, федеральні чи європейські вибори) використовується метод Д'Ондта. Однак ці системи ускладнюються використанням різних типів голосування, таких як голосування за списком або партією, єдине номінальне голосування або зведене номінальне голосування, а також передача голосів між кандидатами від партії за квотою Imperiali або STV.

## Референдуми
Обов'язкові референдуми в Бельгії неможливі з правової точки зору через конституційний принцип, що повноваження країни здійснюються нацією, а не народом. Отже, Бельгія є представницькою демократією, майже без будь-якої форми прямої демократії.
Конституція також не дозволяла необов'язкових референдумів, але в 1950 році все одно був організований референдум з питанням про повернення короля Леопольда III на престол. Існували великі регіональні відмінності в результатах, і відтоді національний референдум не проводився.

## Минулі вибори
Останні федеральні вибори відбулися 26 травня 2019 року.

### Еволюція результатів виборів

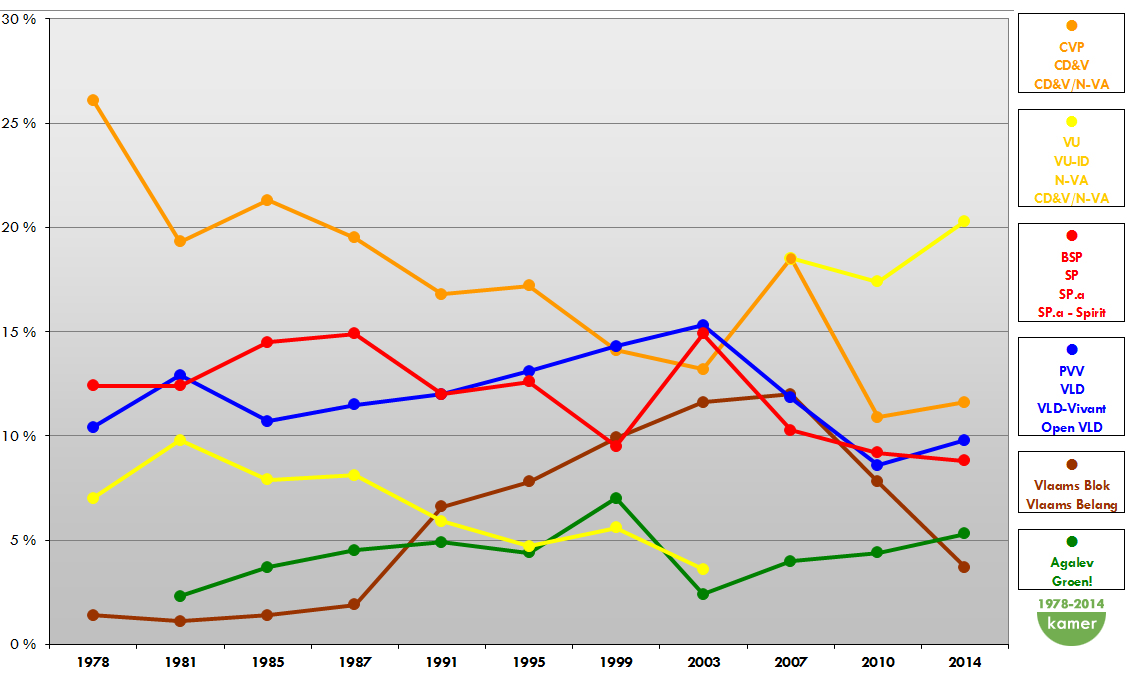
Основні шість фламандських політичних партій та їхні результати до Палати представників (Камер). З 1978 по 2014 рік, у відсотках для всього «Королівства».